# Ковалевське сільське поселення (Ростовська область)
Ковалевське сільське поселення — муніципальне утворення у Красносулинському районі Ростовської області.
Адміністративний центр поселення — хутір Платово.
Населення - 3012 осіб (2010 рік).

## Адміністративний устрій
До складу Ковалевського сільського поселення входять:
- хутір Платово - 1924 осіб (2010 рік),
- хутір Верхня Ковалевка - 156 осіб (2010 рік),
- хутір Нижня Ковалівка  - 267 осіб (2010 рік),
- хутір Ясний - 124 осіб (2010 рік),
- станція Замчалово - 541 особа (2010 рік).